# Kōstas Kakaroudīs
Kōnstantinos Kakaroudīs, detto Kōstas (in greco Κωνσταντίνος "Κώστας" Κακαρούδης?; Serres, 2 maggio 1983), è un cestista greco.

## Palmarès
- FIBA Europe Champions Cup: 1

Aris Salonicco: 2002-2003